# Чудесный лес (фильм, 1972)
«Чудесный лес» (англ. The Delightful Forest, кит. трад. 快活林, палл. Куай хо линь, буквально: «Счастливый лес») — гонконгский фильм режиссёров Чжан Чэ и Пао Сюэли, вышедший в 1972 году. Основан на классическом романе «Речные заводи» Ши Найаня.

## Сюжет
Военный тренер, У Сун, обвинён в убийстве своей невестки и бандита, и отправлен в тюрьму в Мэнчжоу. В тюремном лагере, Ши Энь, сын начальника лагеря, спасает У Суна от сотни ударов бамбуковых шестов, которые полагаются всем новоприбывшим заключённым. Когда У Сун узнаёт, что местный бандит, Цзян Чжун, напал и избил Ши Эня, а также взял под свой контроль городок Чудесный лес, У Сун решает вмешаться по просьбе Ши Эня. Они оба прибывают на место, и У Сун избавляет город от банды. Позже, сговорившись с чиновником Чжан Дуцзянем, Цзян Чжун устраивает ловушку для У Суна и избивает его. Тем не менее, У Суну помогают, и ему удаётся устранить всех соперников.

## В ролях
- Ти Лун — У Сун[англ.]
- Чжу Му[кит.] — Цзян Чжун
- Юй Фэн[кит.] — Сунь Эрнян
- Цзян Нань[кит.] — Чжан Дуцзянь
- Кон Лин — Юй Лань
- Ван Гуанъюй — Чжэн Цин
- Тхинь Чхин — Золотой Глаз Ши Энь
- Лау Кавин[англ.] — Симэнь Син
- Вон Чхин[кит.] — головорез Чжуна
- Сам Лоу — управляющий казино
- Лань Вэйле — Чжан Туаньлинь
- Лоу Вай — дилер казино
- Куок Чукхин — жена Чжуна
- Пао Цзявэнь — монах
- Ли Вэньтай — начальник тюрьмы
- Ли Миньлан — надзиратель Тан
- Хо Кон — шериф
- Ван Ханьчэнь — шериф

## Кассовые сборы
Кинотеатральный прокат фильма в Гонконге проходил с 20 по 28 сентября 1972 года. Общая сумма сборов за девять дней кинопроката составила HK$ 843 047,7, что позволило фильму занять лишь 25 место в списке самых кассовых гонконгских лент года.

## Оценки
Фильм удостоился положительных оценок кинокритиков.